# Houppeville
Houppeville település Franciaországban, Seine-Maritime megyében. Lakosainak száma 2849 fő (2022. január 1.). Houppeville Bois-Guillaume, Bosc-Guérard-Saint-Adrien, Le Houlme, Isneauville, Malaunay, Mont-Saint-Aignan, Notre-Dame-de-Bondeville, Quincampoix és Bihorel községekkel határos.

## Népesség
A település népességének változása:
| Lakosok száma | 2570 | 2704 | 2790 | 2784 | 2815 | 2907 | 2918 | 2884 | 2849 |
|               | 2013 | 2015 | 2016 | 2017 | 2018 | 2019 | 2020 | 2021 | 2022 |